# Acronychia ledermannii
Acronychia ledermannii är en vinruteväxtart som beskrevs av Carl Karl Adolf Georg Lauterbach. Acronychia ledermannii ingår i släktet Acronychia och familjen vinruteväxter. Inga underarter finns listade i Catalogue of Life.